# スイートプールサイド
『スイートプールサイド 』は、押見修造による日本の漫画作品。2004年に『週刊ヤングマガジン』（講談社）で連載された。長らく単行本化されていなかったが、同社の『別冊少年マガジン』にて2011年5月号から2011年8月号まで再掲載された後、2011年8月に単行本が刊行された。

## あらすじ
太田年彦は男子なのに毛が生えないことを悩む中学1年生。同じ水泳部の毛深い女子・後藤綾子のことを密かに羨んでいる。だがある日、放課後のプールで後藤より太田は呼び止められて、自分の毛を剃ってくれるように頼まれる。後藤は自分が毛深いことに悩んでおり、毛がない太田を羨んでいたのだった。

## 主な登場人物
太田 年彦（おおた としひこ）
主人公。水泳部に所属する中学1年生の男子。男なのに毛がないのが悩み。
後藤 綾子（ごとう あやこ）
水泳部に所属する中学1年生の女子。太田とは対照的に女なのに毛深いのが悩み。原作での制服はサスペンダー付きのスカートだが映画版ではサスペンダーがない。

## 書誌情報
- 押見修造 『スイートプールサイド』 講談社〈講談社コミックス〉、全1巻
  1. 2011年8月9日第1刷発行（同日発売）、ISBN 978-4-06-384545-7

巻末には読み切り短編『超常眼球 沢田（ちょうじょうアイズ さわだ）』が収録されている。初出は別冊ヤングマガジン2003年12月25日号。

## 映画
2014年6月14日より公開。
太賀が第6回TAMA映画賞・最優秀新進男優賞を受賞。

### スタッフ
- 監督・脚本 - 松居大悟
- 原作 - 押見修造「スイートプールサイド」（講談社刊）
- 音楽 - HAKASE-SUN
- 主題歌 - モーモールルギャバン「LoVe SHouT!」（ビクターエンタテインメント）
- 製作 - 高橋敏弘
- プロデューサー - 永井準哉
- 撮影 - 塩谷大樹
- 照明 - 横堀和宏
- 美術 - 塚本周作
- 録音 - 鈴木肇
- 助監督 - 畑井雄介
- 編集 - 西潟弘記
- 音響効果 - 岡瀬晶彦
- 衣装 - 眞鍋和子
- ヘアメイク - 相澤千明
- 特殊メイク - 江川悦子
- ビジネスプランナー - 野地千秋
- 製作プランナー - 小松次郎
- ラインプロデューサー - 大熊敏之
- 企画・製作 - 松竹
- 配給 - 松竹メディア事業部
- 制作プロダクション - 松竹撮影所
- 制作協力 - 松竹映像センター
- 特別協力 - 東京カラー印刷

### キャスト
- 太田年彦 - 須賀健太
- 後藤綾子 - 刈谷友衣子
- 太田光彦 - 松田翔太
- 北友里子 - 谷村美月
- 高倉先生 - 木下隆行
- 後藤重雄 - 利重剛
- 二宮先輩 - 落合モトキ
- 坂下麻衣 - 荒井萌
- 三村崇 - 太賀
- 中山先輩 - 井之脇海